# Fernand Anginieur
Claude Marie Charles Fernand Anginieur, né le 15 décembre 1868 à Lyon et mort le 6 septembre 1914 à Bruyères (Vosges) est un militaire et explorateur français.

## Biographie
Fernand Anginieur passe son enfance au château de Magny en Morvan à Millay (Nièvre). Élève du collège Notre Dame de Montgré en 1880, Saint-Cyrien promotion "du Grand Triomphe" (1888-1890). Capitaine en 1900
Il bénéficie de congés qui lui ont permis de voyager dans le monde entier, entre 1896 et 1911 ; l'Italie, en 1897 et 1898; aux Philippines, au cours de la guerre hispano-américaine, en 1899 ; en Tunisie, en 1899 pour une mission militaire ;  en Sibérie, au Japon, en 1900 ;  en Chine lors de l'intervention militaire des troupes françaises en Chine en 1900. 
Il traverse l'Asie centrale, le Turkestan russe, le Cachemire, le Pamir et le Tibet en 1903, en compagnie du voyageur américain Oscar Crosby. Le passage à travers le désert de Aksai Chin est nouveau pour l'époque.  En Espagne et au Maroc, en 1906 ; en Turquie où il assiste à la révolution de la Jeune-Turquie, en 1908.  Il effectue en 1909, une mission politico-scientifique en Perse et la Mésopotamie pendant la révolution de Tabriz.  Il publie une relation de son voyage dans le Bulletin du Comité de l'Asie Française.
Ces voyages étaient à la fois des expériences personnelles, des reportages pour des sociétés savantes (Société de géographie de Paris, sociétés de Lyon, Autun, etc.)  et des missions diplomatiques et de renseignements militaires.  
Anginieur a rencontré un grand nombre de responsables politiques, religieux et tribaux des contrées visitées. Ses rapports ont été transmis aux autorités militaires, présentés dans la presse de l’époque ou dans des conférences. 
Mobilisé en tant que capitaine au 22e régiment d'infanterie, il est mortellement blessé dans un combat dans les Vosges au Col du Haut Jacques et décède le 6 septembre 1914, des suites  de blessures de guerre à l'hôpital mixte de Bruyères dans le Vosges .

## Ouvrages
- En Asie centrale, Turkestan, Thibet, Cachemir (1903), Édition E. Leroux , Paris, 1904, 121 p. sur Gallica

## Distinctions
- Chevalier de la Légion d'honneur
- Croix de guerre 1914–1918, palme d'argent
- Prix Armand Rousseau de la Société de géographie, (1911)